# Minato-Bahn
| Dieseltriebwagen der Baureihe KiHa 3710 |                            |                              |       |
| Streckenlänge: | 14,3 km                    |                              |       |
| Spurweite: | 1067 mm (Kapspur)          |                              |       |
| Maximale Neigung: | 10 ‰                       |                              |       |
| Minimaler Radius: | 200 m                      |                              |       |
| Streckengeschwindigkeit: | 60 km/h                    |                              |       |
| Zweigleisigkeit: | nein                       |                              |       |
| |                            |                              |       |
| Gesellschaft: | Hitachinaka Kaihin Tetsudō |                              |       |
| \| \| \| ↔ Jōban-Linie \| 1897– \| \| \| 0,0 \| Katsuta (勝田) \| 1909– \| \| \| 0,6 \| Kōkimae (工機前) \| 1962– \| \| \| 1,8 \| Kaneage (金上) \| 1928– \| \| \| 4,8 \| Nakane (中根) \| 1931– \| \| \| 7,1 \| Takadano-tekkyō (高田の鉄橋) \| 2014– \| \| \| 8,2 \| Nakaminato (那珂湊) \| 1913– \| \| \| 9,6 \| Tonoyama (殿山) \| 1928– \| \| \| 10,8 \| Hiraiso (平磯) \| 1924– \| \| \| 12,6 \| Minohamagakuen (美乃浜学園) \| 2021– \| \| \| 13,3 \| Isozaki (磯崎) \| 1924– \| \| \| 14,3 \| Ajigaura (阿字ヶ浦) \| 1928– \| |                            |                              |       |
| Strecke quer · Bahnhof quer |                            | ↔ Jōban-Linie                | 1897– |
| Strecke von links · Kopfbahnhof Streckenende und quer | 0,0                        | Katsuta (勝田)               | 1909– |
| Haltepunkt / Haltestelle | 0,6                        | Kōkimae (工機前)             | 1962– |
| Bahnhof | 1,8                        | Kaneage (金上)               | 1928– |
| Haltepunkt / Haltestelle | 4,8                        | Nakane (中根)                | 1931– |
| Haltepunkt / Haltestelle | 7,1                        | Takadano-tekkyō (高田の鉄橋) | 2014– |
| Bahnhof | 8,2                        | Nakaminato (那珂湊)          | 1913– |
| Haltepunkt / Haltestelle | 9,6                        | Tonoyama (殿山)              | 1928– |
| Haltepunkt / Haltestelle | 10,8                       | Hiraiso (平磯)               | 1924– |
| Haltepunkt / Haltestelle | 12,6                       | Minohamagakuen (美乃浜学園)  | 2021– |
| Haltepunkt / Haltestelle | 13,3                       | Isozaki (磯崎)               | 1924– |
| Kopfbahnhof Streckenende | 14,3                       | Ajigaura (阿字ヶ浦)          | 1928– |

Die japanische Bahngesellschaft Hitachinaka Kaihin Tetsudō (jap. ひたちなか海浜鉄道, engl. Hitachinaka Seaside Railway) betreibt als ihre einzige Strecke die Minato-Bahn (湊線, Minato-sen). Auf dem Gebiet der Gemeinde Hitachinaka in der Präfektur Ibaraki verbindet sie Katsuta mit Ajigaura. Die in Kapspur (Spurweite 1067 mm) angelegte eingleisige Strecke ist 14,3 km lang. Zwischen den beiden Endbahnhöfen weist sie zwei Kreuzungsbahnhöfe (Kaneage und Nakaminato) sowie sieben eingleisige Haltepunkte auf. Den Bahnhof Katsuta teilt sie sich mit der gleichnamigen Station von JR East an der Jōban-Linie.

## Strecke
Die gesamte Strecke verläuft im Ortsbereich der Stadt Hitachinaka, die im Rahmen einer Gebietsreform 1994 durch Verschmelzung von Nakaminato (bis 1938: Minato) und Katsuta entstanden ist und die im Süden an Mito grenzt.
Die Gleise sind heute auf eine Höchstgeschwindigkeit von 60 km/h ausgelegt. Fahrplanmäßig ist man zwischen beiden Endstationen 27 Minuten unterwegs. 2019 betrug die Taktung ganztägig 30–40 Minuten. Der heute Kōkimae genannte Haltepunkt wurde im April 1962 als Nikkō-mae eröffnet. Takadano-tekkyō kam als neuer Halt im Oktober 2014 hinzu. Es gibt Pläne, die Strecke bis 2024 um 3,1 km bis zum Hitachi Seaside Park (国営ひたち海浜公園) zu verlängern. Die Kosten werden mit 78 Milliarden Yen (ca. € 71 Mio.) veranschlagt, je ein Drittel hiervon sollen Stadt und Präfektur zuschießen.

## Fahrzeuge
Im Geschäftsjahr 2016 unterhielt die Bahngesellschaft acht, in der Regel gebraucht gekaufte, Triebwagen. Diese waren von den Typen キハ11 (3 Stück), キハ205, キハ3710 (2 Stück), キハ37100 und ミキ300. Bei den KiHa-Triebwagen (キハ) handelt es sich um dieselgetriebene Einheiten, die ursprünglich für die Japanische Staatsbahn entworfen worden waren. Daneben verfügt man über eine Rangierlokomotive vom Typ ケキ102, Baujahr 1953.
Die Fahrzeuge キハ222 (Bj. 1960, gekauft 1970) und des Typs キハ2000 (Bj. 1966, gekauft 1970) werden nicht mehr eingesetzt. Ein Fahrzeug des Typs ケハ600 mit seiner charakteristischen Wellblechkarosserie wurde 1960–92 eingesetzt. Zu einem kleinen Ausstellungsraum umgebaut steht es heute nahe dem Depot.

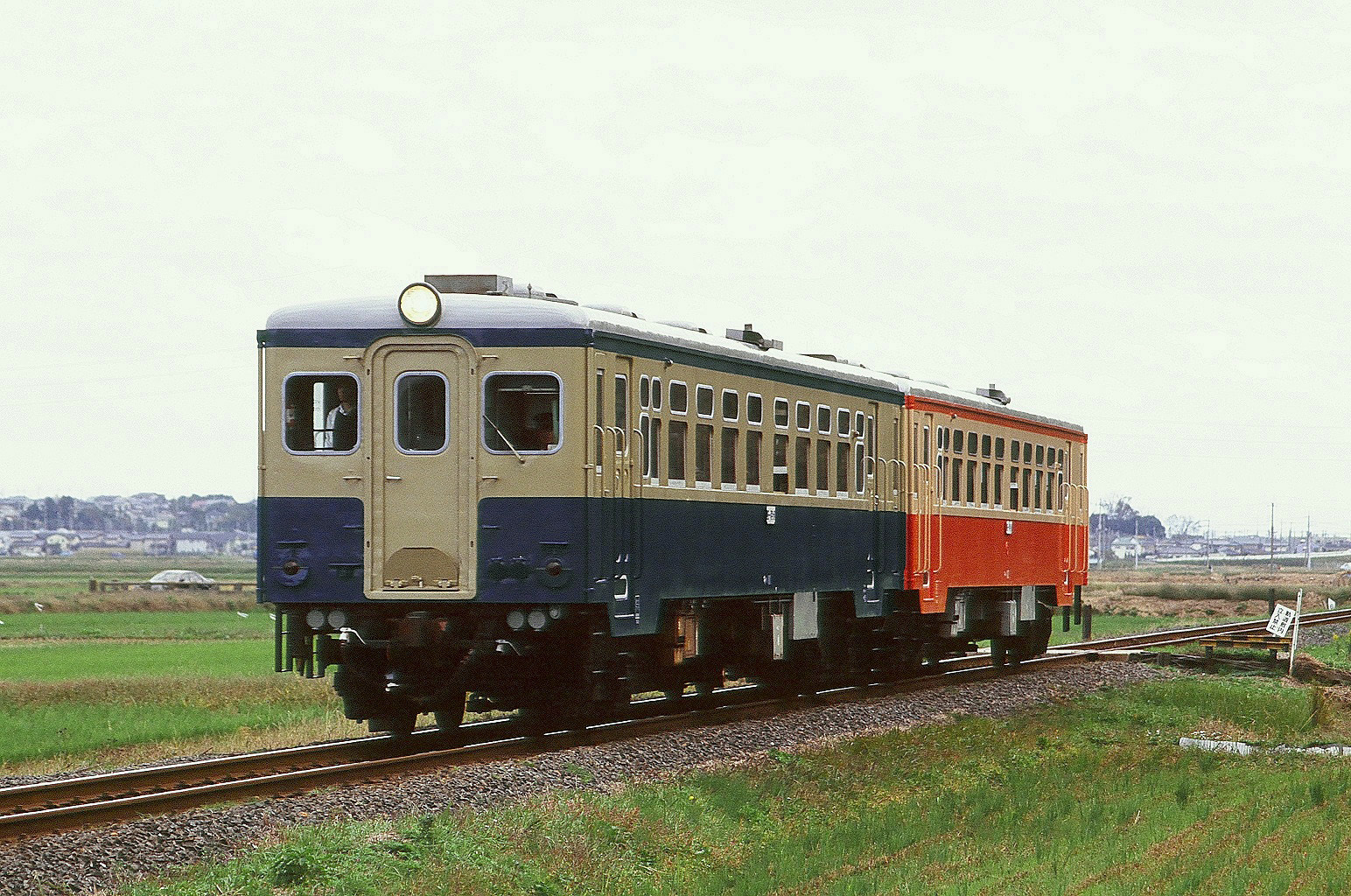
Fahrzeuge キハ111 und キハ112, Teil der Serie KiHa 45000 im Jahre 1997.
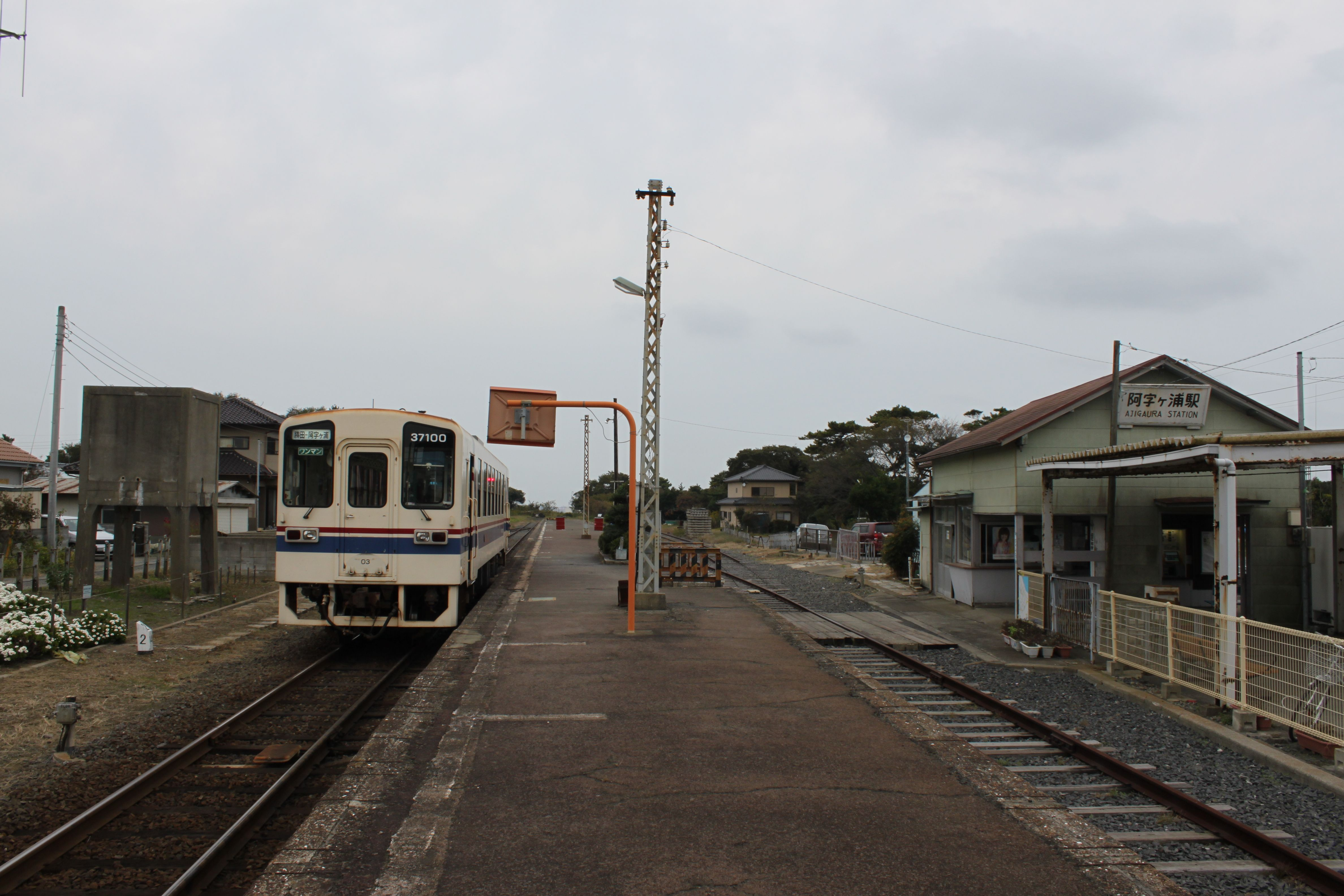
キハ37100 im Bahnhof Ajigaura, 2009.
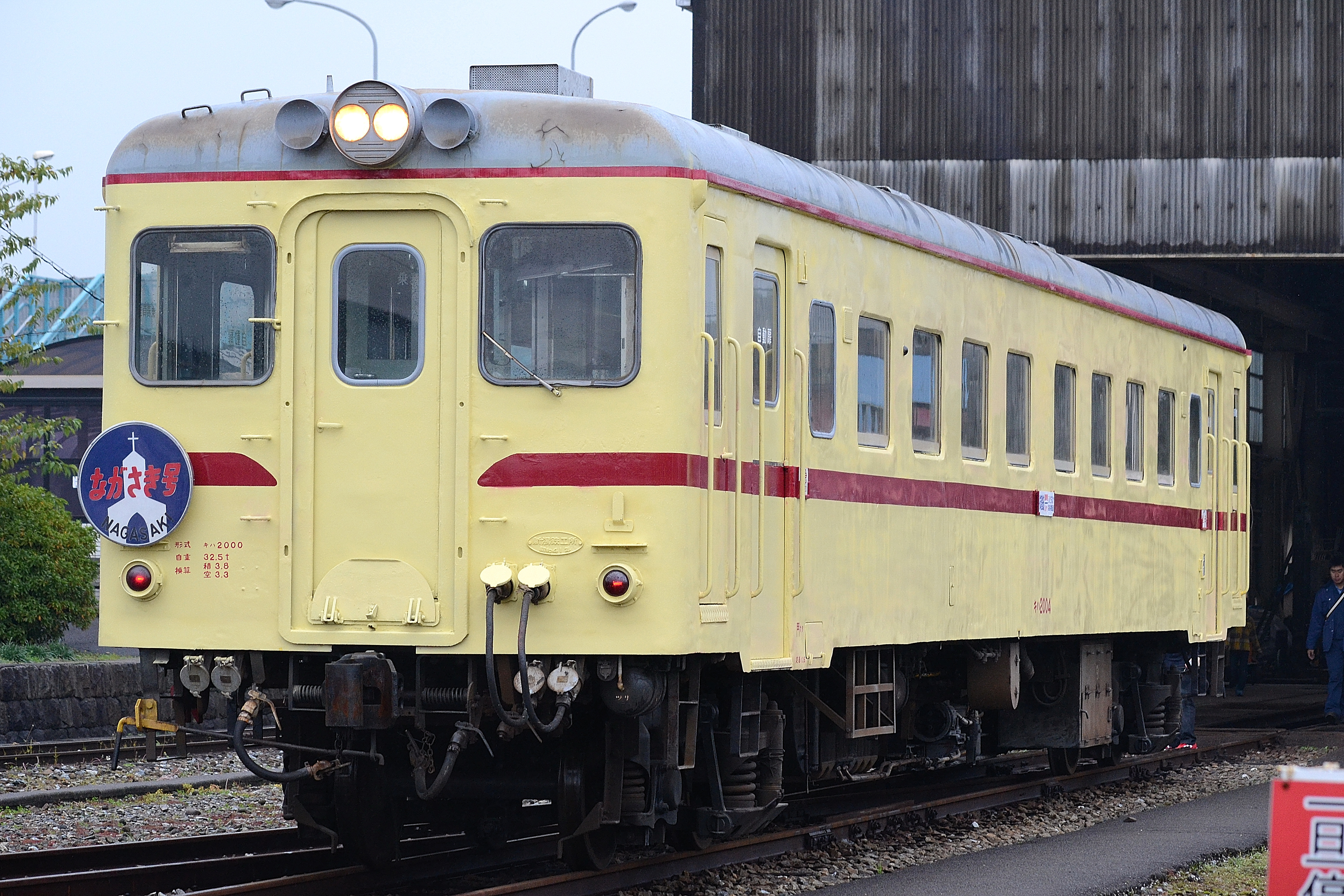
キハ2004, verkauft an Heisei Chikuho (平成筑豊鉄道) in deren Depot 2016.

## Geschichte
Am 18. November 1907 wurde das Unternehmen Minato Tetsudō gegründet. Den Betrieb zwischen Katsuta und Nakaminato (8,2 km) nahm sie am 25. Dezember 1913 mit Dampflokomotiven auf (1936 auf Dieselbetrieb umgestellt). Am 3. September 1924 verlängerte sie die Strecke bis Isozaki, am 17. Juli 1928 nach Ajigaura. Mehrere kleinere Bahngesellschaften in der Präfektur Ibaraki, darunter die Minato Tetsudō, fusionierten am 1. August 1944 zur Betreibergesellschaft Ibaraki Kōtsū. Der größte Bahnhof und Sitz der Gesellschaft war Nakaminato.
2006 stand Ibaraki Kōtsū, noch heute primär ein Busunternehmen, am Rande des Bankrotts und die einzige übrig gebliebene Bahnstrecke der Gesellschaft sollte wegen fehlender Rentabilität stillgelegt werden. Eine Bürgerinitiative engagierte sich für ihren Fortbestand. Die Präfektur- und die Stadtverwaltung einigten sich im September desselben Jahres darauf, eine neue Bahngesellschaft im so genannten dritten Sektor zu bilden. Diese nahm am 1. April 2008 ihre Tätigkeit auf, unter dem Namen Hitachinaka Kaihin Tetsudō.
Aus der Bürgerinitiative entstand ein Förderverein (湊鐵道応援団), der in sozialen Medien aktiv um die touristische Nutzung der Stichbahn wirbt und Souvenirs für Bahnenthusiasten vertreibt. Auch werden spezielle „Förderer-Tageskarten“ verkauft, die zehn Prozent teurer als normale Fahrkarten sind. Seit 2010 wurden die Züge auf Einmannbetrieb (jap. wanman) umgestellt. In Nakaminato fuhren 2016 täglich durchschnittlich 492 Fahrgäste ab. Im Geschäftsjahr 2017 erzielte die neue Gesellschaft erstmals einen Gewinn.

## Liste der Bahnhöfe

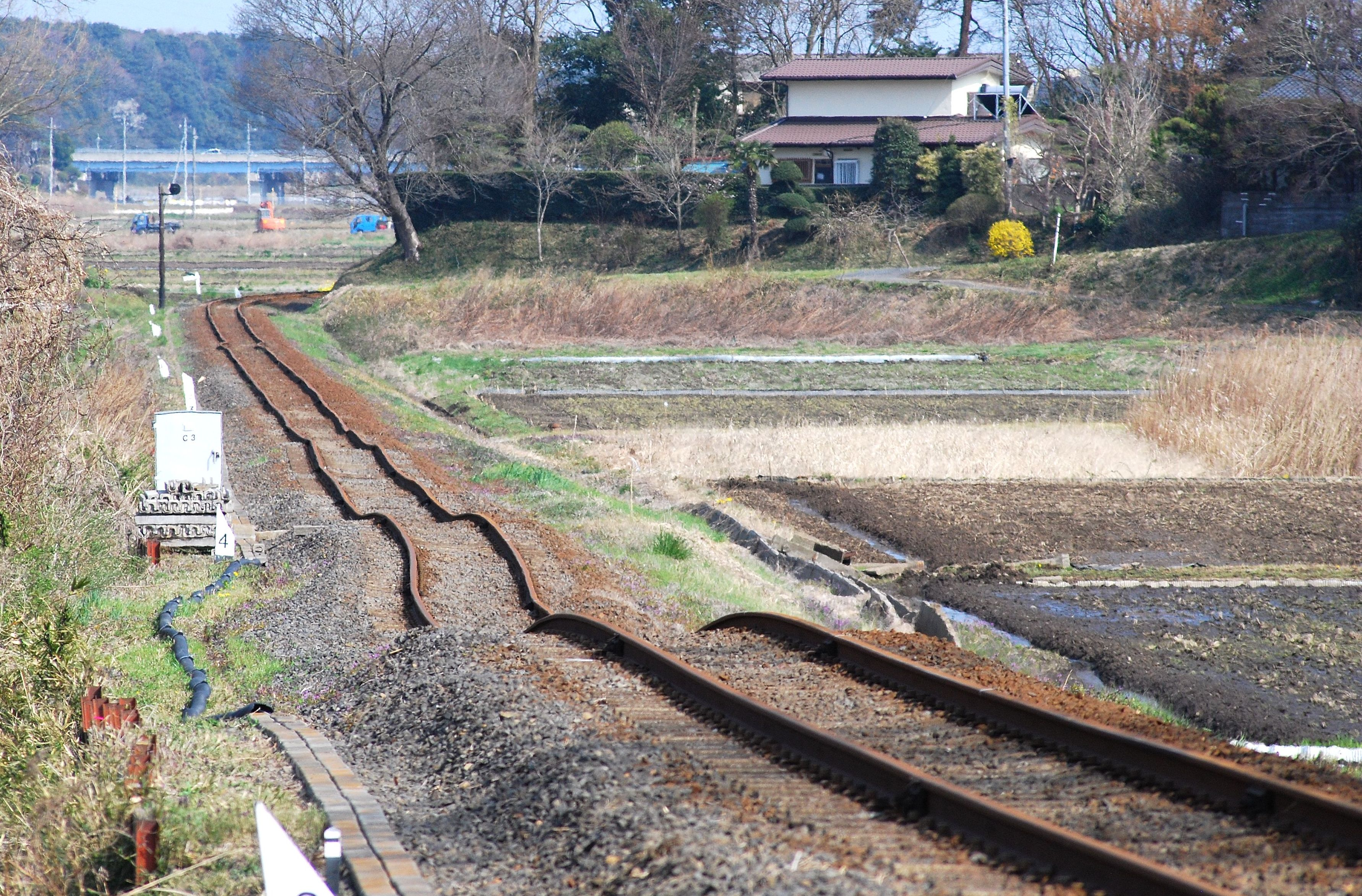
Das Tōhoku-Erdbeben am 11. März 2011 führte zu Schäden an der Strecke, sodass vier Monate der Betrieb eingeschränkt war.

| Name                         | km   | Anschlusslinien | Lage   | Ort         |
| ---------------------------- | ---- | --------------- | ------ | ----------- |
| Katsuta (勝田)               | 00,0 | Jōban-Linie     | Koord. | Hitachinaka |
| Kōkimae (工機前)             | 00,6 |                 | Koord. | Hitachinaka |
| Kaneage (金上)               | 01,8 |                 | Koord. | Hitachinaka |
| Nakane (中根)                | 04,8 |                 | Koord. | Hitachinaka |
| Takadano-tekkyō (高田の鉄橋) | 07,1 |                 | Koord. | Hitachinaka |
| Nakaminato (那珂湊)          | 08,2 |                 | Koord. | Hitachinaka |
| Tonoyama (殿山)              | 09,6 |                 | Koord. | Hitachinaka |
| Hiraiso (平磯)               | 10,8 |                 | Koord. | Hitachinaka |
| Minohamagakuen (美乃浜学園)  | 12,6 |                 | Koord. | Hitachinaka |
| Isozaki (磯崎)               | 13,3 |                 | Koord. | Hitachinaka |
| Ajigaura (阿字ヶ浦)          | 14,3 |                 | Koord. | Hitachinaka |